# Хипертиреоза
Хипертиреоза је јавља се као резултат повећаног лучења хормона тироксина који лучи тироидна жлезда. Синдром хипертиреозе или Базедовљеве болести обухвата: повећан базални метаболизам, гушавост, убрзан рад срца, брзо замарање, емоционалну нестабилност, раздражљивост, анксиозност, несаницу, ноћне море, карактеристично избуљене очи.